# Robin of Sherwood
Robin of Sherwood is een Britse televisieserie, die oorspronkelijk werd uitgezonden tussen 1984 en 1986. De serie is geschreven door Richard Carpenter en is gebaseerd op de legende van Robin Hood. De verhalen van de serie zijn ook in boekvorm verkrijgbaar.
In de serie vertolken achtereenvolgens Michael Praed en Jason Connery twee verschillende versies van Robin Hood, met verschillende namen.

## Overzicht
Het verhaal is gebaseerd op de bekende held Robin Hood die bekendstond om zijn hulp aan de armen door geld te stelen van de rijken. Robins grootste vijand is de sheriff van Nottingham, Robert de Rainault, die er alles aan doet om Robin gevangen te nemen. De sheriff wordt geholpen door zijn assistent Sir Guy of Gisburne. Bekende andere leden uit de bende van Robin zijn Little John, Will Scarlet, Broeder Tuck, Much en de mooie Lady Marion. Ook heeft de schrijver van deze serie er nog twee elementen aan toegevoegd die in latere vertolkingen van het verhaal van Robin Hood vaak zijn overgenomen, namelijk de Saraceen Nasir en de mysterieuze druïde Herne the Hunter.
Er zijn in totaal drie reeksen van de serie opgenomen, inclusief een pilotaflevering van twee uur. 
Onderwerpen die in de serie aan bod komen zijn de strijd tussen goed en kwaad, de Tempeliers, en verschillende religies (christendom, jodendom, Keltisch). Ook koning Richard Leeuwenhart en zijn broer de latere Koning Jan passeren de revue. Over het algemeen heeft de serie een mysterieuze en fantasierijke sfeer. In sommige afleveringen speelt magie een rol.

## Verhaal
De serie begint met de moord op Ailric, de vader van de dan 5-jarige Robin van Loxley, die afkomstig is uit het dorp Loxley. Robins vader was in het geheim, in opdracht van Herne de Hunter, de beschermer van de zilveren pijl. Deze pijl draagt de krachten van goed en kwaad in zich. Vlak voordat Ailric sterft, voorspelt hij dat 'The Hooded Man' zal komen om het kwaad te bestrijden.
Vijftien jaar later betrapt Robin, die liefdevol is opgenomen in het gezin van de molenaar, zijn jongere en enigszins zwakbegaafde pleegbroer Much wanneer die in het geheim aan het stropen is in de bossen. Voordat ze kunnen vluchten, worden ze betrapt door Sir Guy of Gisburne die hen gevangenzet in de kerkers van Nottingham Castle. Robin, Much en enkele andere gevangenen (waaronder Will Scarlet) weten te ontsnappen. Hierdoor worden ze vogelvrij verklaard. Vanaf dat moment leven ze tussen de bomen in Sherwood Forest. 
Robin doet er alles aan om de armen en onderdrukten te helpen onder de schuilnaam Robin Hood. De voorspelling van Robins vader is hiermee uitgekomen.
Aan het eind van seizoen twee wordt Robin van Loxley door kruisboogschieters van de sheriff gedood. Zijn identiteit als Robin Hood wordt in het derde en laatste seizoen echter overgenomen door Robert of Huntingdon. Deze nieuwe Robin ontdekt gaandeweg dat hij de halfbroer is van zijn vijand Guy of Gisburne.

## Gepland vervolg
Er stond aanvankelijk nog een vierde seizoen gepland, waarin onder andere Robin en Marion zouden trouwen en de baron Simon de Belleme zou terugkeren. Harlech Television (tegenwoordig ITV Wales & West) kreeg hiervoor echter het budget niet rond.

## Acteurs

### Hoofdrollen
- Robin of Loxley - Michael Praed (eerste en tweede seizoen)
- Robert (Robin) of Huntingdon - Jason Connery (derde seizoen)
- Lady Marian - Judi Trott
- Little John - Clive Mantle
- Will Scarlet - Ray Winstone
- Broeder Tuck - Phil Rose
- Much - Peter Llewellyn Williams
- Nasir - Mark Ryan
- Sir Guy of Gisburne - Robert Addie
- Sheriff of Nottingham - Nickolas Grace
- Herne the Hunter - John Abineri

### Andere rollen
- Abbot Hugo de Rainault - Philip Jackson
- Baron Simon de Belleme - Anthony Valentine
- Prins/Koning John - Phil Davis
- Gulnar - Richard O'Brien
- Koning Richard I Leeuwenhart - John Rhys-Davies
- Herne the Hunter - John Abineri
- The Old Prisoner - Stuart Linden
- Arthur the Rat - zichzelf
- Martin - Martin West
- James - Steven Osbourne
- Edward of Wickham - Jeremy Bulloch
- Matthew - Robbie Bulloch
- Richard of Leaford - George Baker
- Meg - Claire Toeman
- Earl of Huntingdon - Michael Craig
- Jennet - Angharad Rees
- Reynald de Villaret - Yves Beneyton
- Alan a Dale - Peter Hutchinson
- Mildred de Bracy - Stephanie Tague
- Joshua de Talmont - David de Keyser
- Sarah de Talmont - Katherine Levy
- Esther de Talmont - Amy Rosenthal
- Samuel de Talmont - Adam Rosenthal
- Bertrand de Nivelles - Oliver Tobias
- Morgwyn of Ravenscar - Rula Lenska
- Isadora - Cathryn Harrison
- Lord Agrivaine - Cyril Cusak
- King Arthur (voice) - Hywel Bennett
- Margareth of Gisburne - Dorothy Tutin
- Philip Mark - Lewis Collins
- Sarak - Valentine Pelka
- Roger de Carnac - Matt Frewer
- Hadwisa - Patricia Hodge
- Adam Bell - Bryan Marshall
- Edgar of Huntingdon - Ian Ogilvy
- Mad Mab - Annabelle Lee
- Lord Owen of Clun - Oliver Cotton
- Grendel - James Coombes
- Lilith - Gemma Craven
- Ralph - Trevor Clarke

## Muziek
De muziek voor de serie werd verzorgd door Clannad. Er is één cd uitgebracht ("Legend") en er zijn nog plannen geweest om ook een tweede cd uit te brengen maar dat is er nooit van gekomen.

## Prijzen
In 1985 won “Robin of Sherwood” de BAFTA TV Award voor beste originele tv-muziek.
In 1987 werd de serie genomineerd voor een BAFTA TV Award in de categorie beste kinderprogramma.